# Ordine di Agostinho Neto
LOrdine di Agostinho Neto è un'onorificenza dell'Angola. È intitolato ad Agostinho Neto, primo presidente della repubblica dopo l'indipendenza dal Portogallo. Fino al 2004 era la più alta onorificenza dell'Angola, ma con la riforma del sistema angolano di onorificenze è retrocessa al secondo posto.
L'ordine è composto da un unico grado ed è concesso a cittadini angolani e stranieri; tra questi ultimi vi sono soprattutto capi di stato e di governo e leader politici.

## Insegne
Il nastro è di colore rosso, con una stella a cinque punte su sfondo giallo e tre strisce verticali di colore giallo, nero e rosso sul bordo destro.